# Bouvier (constellation)
Bootes
Pour les articles homonymes, voir Bouvier.
Le Bouvier est une constellation boréale. Ses étoiles principales dessinent dans le ciel un grand cerf-volant (ou un parachute).

## Histoire

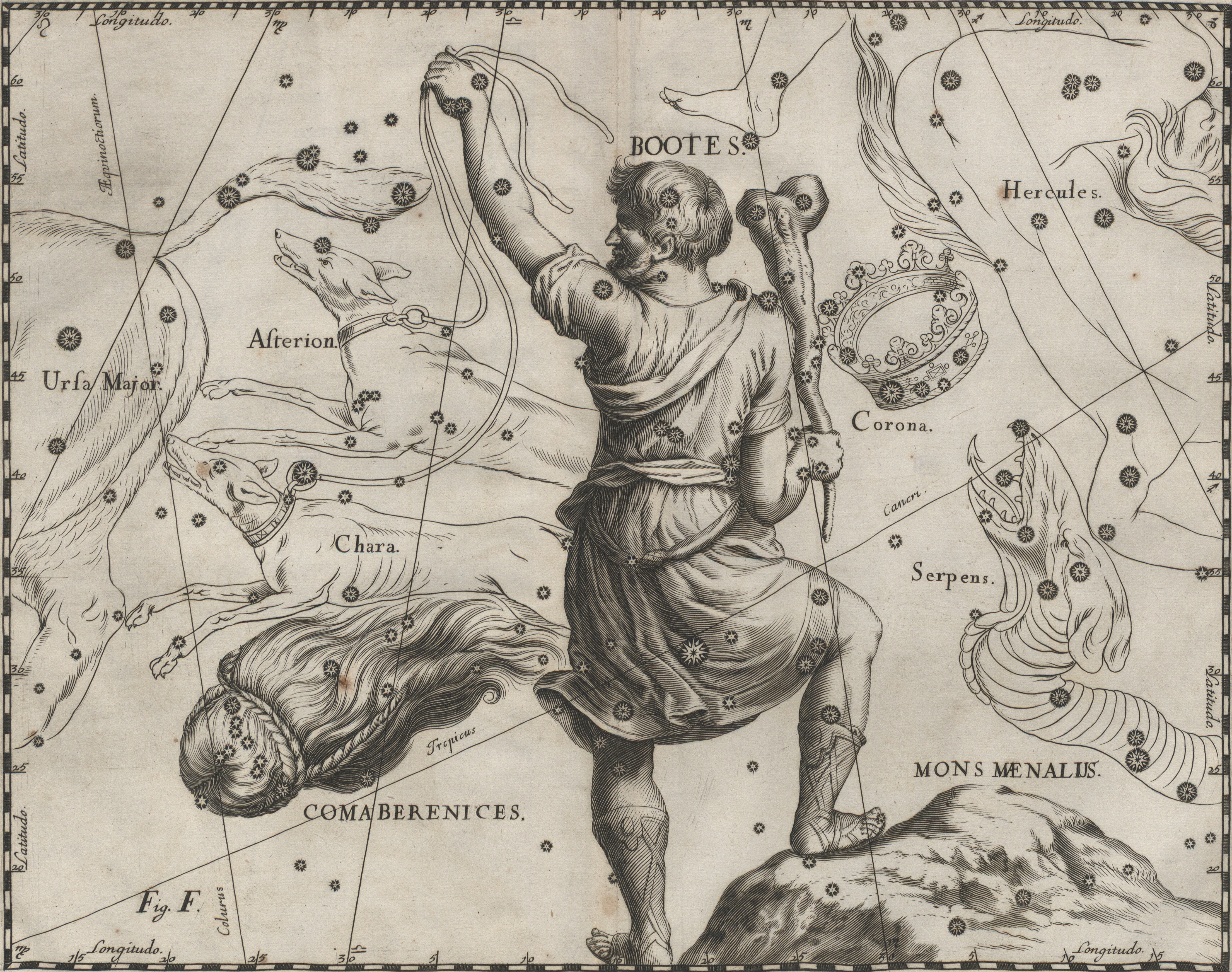
Le Bouvier dans l'Uranographia de Johannes Hevelius.

Cette constellation porte le nom de Bouvier depuis longtemps (elle fut compilée sous cette dénomination par Aratos de Soles, puis par Ptolémée), cependant il est difficile de dire qui ce bouvier représente. Selon une version, il s'agit d'un laboureur qui conduit les sept bœufs (septem triones) de la constellation de la Grande Ourse à l'aide de ses deux chiens Chara et Astérion (de la constellation des Chiens de chasse). Les bœufs seraient liés à l'axe polaire et le Bouvier perpétuerait la rotation des cieux.
Le Bouvier pourrait également être Philomélos l'inventeur de la charrue, ce qui plut à sa mère Déméter, déesse des moissons, qui le fixa définitivement sur la voûte céleste. On dit aussi du Bouvier qu'il est Jasion. Un héros Curète qui, inventant la charrue pour assurer sa subsistance, s'assura encore des sentiments de Cérès qui le considérait déjà comme un de ses favoris. C'est cette même Déesse qu'est Cérès/Déméter qui le plaça dans le ciel.
Une autre version décrit le Bouvier comme un vigneron nommé Icarius, qui autorisa Bacchus à inspecter ses vignes, lequel lui révéla le secret de la fabrication du vin. Icarius invita ses amis à déguster le breuvage, mais tous en burent trop et ne se réveillèrent que le lendemain, pensant qu'Icarius avait tenté de les empoisonner. Par vengeance, ils l'assassinèrent dans son sommeil.
Le nord du Bouvier a parfois été nommé Quadrant mural, constellation créée par l'astronome Joseph Jérôme Lefrançois de Lalande (1732-1807) qui souhaitait placer dans les cieux son principal outil de travail. Cette constellation a disparu depuis mais elle a laissé son nom aux Quadrantides, un essaim de météores provenant de cette partie du ciel au début du mois de janvier.

## Observation des étoiles

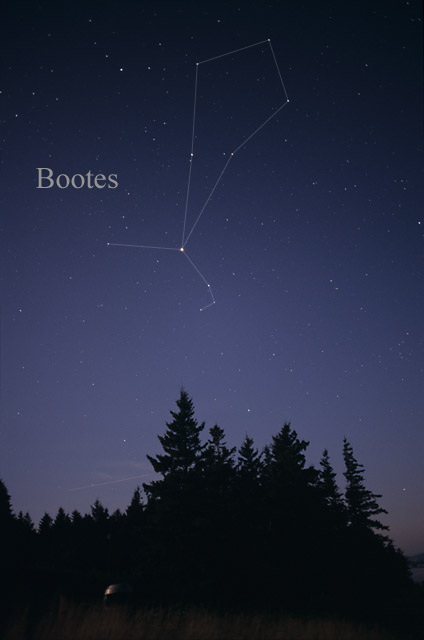
Constellation du Bouvier.

### Localisation de la constellation
Arcturus (α Bootis) est traditionnellement repéré à partir de la Grande Ourse : partant du manche de la « Grande Casserole », on prolonge l'arc de cercle jusqu'à α Bootis.

### Forme de la constellation

Visibilité nocturne de la constellation.

La forme générale peut faire penser à un cerf-volant d'enfant. D'autres y voient un bonhomme assis et fumant sa pipe, dont α Bootis marque l'articulation de la jambe.
Immédiatement à ~3° à l'ouest d'Arcturus, on repère facilement η, à la pointe d'un triangle qu'elle forme avec τ et ν: c'est le pied du bouvier.
Au nord de α Bootis, un cercle d'étoiles forme la tête. Suivant les conditions de visibilité, on peut en voir cinq principales, et quatre ou cinq secondaires. Partant de la plus brillante, ε, et dans le sens des aiguilles d'une montre, on trouve ensuite δ (dans le même alignement), puis μ (plus à droite) et β. Le triangle δ μ β forme le « chapeau » du bouvier. Redescendant vers α Bootis on trouve γ, qui marque sa bouche, et la paire ρ et σ qui marquent son menton. Ce cercle ressemble un peu à un parachute auquel serait suspendu α Bootis.
La « pipe » du bouvier part vers le haut, dans l'axe ρ (menton) - γ (bouche). Dans ce prolongement, on trouve λ une dizaine de degrés plus loin, puis κ, et θ immédiatement à l'est. Ces trois étoiles forment le fourneau de la pipe, placé juste sous le nez de la Grande Ourse.

## Étoiles principales

### Arcturus (αBootis)
L'étoile la plus brillante de la constellation est Arcturus, qui se situe dans le prolongement de la queue de la Grande Ourse. Son nom signifie Gardien de l'ours(e) en grec ancien.
α Bootis est une géante orange d'un diamètre 25 fois plus grand que celui du soleil; elle est la 4e étoile la plus brillante vue de la Terre.
Arcturus est l'un des sommets de l'astérisme connu sous le nom de Triangle du printemps, les deux autres étant α Virginis (Spica) et β Leonis (Denebola).

### Izar (εBootis)
Izar (ε Bootis), la Ceinture en arabe, est une étoile double séparable en une principale orangée de magnitude 2,7 et un compagnon bleu-vert de magnitude 5,12. Elle est appelée aussi Pulcherima (en latin : « La plus belle »).

### Muphrid (ηBootis)
Muphrid (η Bootis), Solitaire en Arabe, est une étoile de couleur et de température assez semblables à celles du Soleil, mais dont le processus de fusion de l'hydrogène s'est terminé il y a peu. Muphrid est donc dans un processus transitoire avant de devenir une géante rouge.
Muphrid est une étoile double. Son compagnon, probablement une naine blanche, tourne autour d'elle en 1,35 an.

### Autres étoiles
Le Bouvier est riche en étoiles assez brillantes, disposées suivant une configuration assez reconnaissable et un certain nombre de ces étoiles portent un nom : Nekkar (β Bootis), le Conducteur de Bœufs en arabe (un nom similaire à celui d'Arcturus), est une étoile géante sur le point de commencer la fusion de son noyau d'hélium, Seginus (γ Bootis), Asellus Primus (θ Bootis) et Alkalurops (μ Bootis).

## Objets célestes
La constellation du Bouvier abrite l'amas globulaire NGC 5466.